# بارتيموس كروتش الإبن

بارتي كراوتش الابن هي إحدى شخصيات هاري بوتر. انتحل شخصية ألاستور مودي وهو من اتباع اللورد فولدمورت . ظهر في فيلم هاري بوتر وكأس النار